# Шаруши Киш, Янош
Я́нош Ша́руши Киш (венг. Sarusi Kis János; 29 июня 1960, Чонград) — венгерский гребец-каноист, выступал за сборную Венгрии на всём протяжении 1980-х годов. Четырёхкратный чемпион мира, обладатель бронзовой медали международного турнира «Дружба-84», многократный победитель регат национального значения, участник летних Олимпийских игр в Сеуле.

## Биография
Янош Шаруши Киш родился 29 июня 1960 года в городе Чонград. Активно заниматься греблей начал в раннем детстве, проходил подготовку в Будапеште, состоял в будапештском спортивном клубе MTK.
Первого серьёзного успеха на взрослом международном уровне добился в 1981 году, когда побывал на чемпионате мира в английском Ноттингеме, откуда привёз награду бронзового достоинства, выигранную в зачёте одноместных каноэ на дистанции 500 метров. Год спустя выступил на мировом первенстве в югославском Белграде, где получил серебро в гонке одиночек на пятистах метрах и золото в гонке двоек на тысяче метрах — вместе с напарником Дьюлой Хайду.
Как член венгерской национальной сборной в 1984 году должен был участвовать в летних Олимпийских играх в Лос-Анджелесе, однако страны социалистического лагеря по политическим причинам бойкотировали эти соревнования, и вместо этого он выступил на альтернативном турнире «Дружба-84» в Восточном Берлине, где тоже был успешен, в частности с тем же Хайду завоевал бронзовую медаль в программе двоек на полукилометровой дистанции, пропустив вперёд только экипажи из СССР и ГДР.
В 1985 году на чемпионате мира в бельгийском Мехелене Шаруши Киш получил золото в двойках на пятистах метрах. В следующем сезоне на аналогичных соревнованиях в канадском Монреале защитил чемпионское звание в этой дисциплине, кроме того, взял золото в двойках на тысяче метрах, став таким образом четырёхкратным чемпионом мира. Благодаря череде удачных выступлений удостоился права защищать честь страны на Олимпийских играх 1988 года в Сеуле — вместе с напарником по команде Иштваном Вашкути сумел пробиться в финал программы двухместных каноэ на дистанции 500 метров, но в решающем заезде финишировал только шестым. Вскоре после сеульской Олимпиады принял решение завершить спортивную карьеру, уступив место в сборной молодым венгерским гребцам.